# Husbands Bosworth
Husbands Bosworth är en ort och civil parish i Storbritannien.   Den ligger i grevskapet Leicestershire och riksdelen England, i den södra delen av landet, 120 km nordväst om huvudstaden London. Husbands Bosworth ligger 162 meter över havet och antalet invånare är 966.
Terrängen runt Husbands Bosworth är huvudsakligen platt. Husbands Bosworth ligger uppe på en höjd. Runt Husbands Bosworth är det ganska tätbefolkat, med 129 invånare per kvadratkilometer. Närmaste större samhälle är Rugby, 16,8 km sydväst om Husbands Bosworth. Trakten runt Husbands Bosworth består till största delen av jordbruksmark.